# Ceriporiopsis
Ceriporiopsis Domański (woszczyneczka) – rodzaj grzybów z rodziny strocznikowatych (Meruliaceae).

## Charakterystyka
Grzyby kortycjoidalne o owocniku rocznym, rozpostartym, czasami z ryzomorficznym brzegiem. Hymenofor rurkowaty, zazwyczaj jasny, pory o kształcie od okrągłego do kanciastego. System strzępkowy monomityczny, strzępki generatywne ze sprzążkami. Cystyd brak, ale mogą występować cystydiole. Podstawki maczugowate, z 4 sterygmami i sprzążką bazalną. Bazydiospory o kształcie od cylindrycznego do kulistego, szkliste, cienkościenne, gładkie, nieamyloidalne. Grzyby nadrzewne, saprotrofy, powodujące białą zgniliznę drewna.
Ceriporiopsis charakteryzuje się monomitycznym układem strzępek ze sprzążkami, gładkimi, nieamyloidalnymi zarodnikami oraz powodowaniem białej zgnilizny. Morfologicznie jest pod pewnymi względami podobny do Oligoporus i Postia, ale powodują one brunatną zgniliznę drewna W kilku badaniach wykazano, że Ceriporiopsis jest polifiletyczny. Niektóre dawniej do niego zaliczane gatunki przeniesiono do rodzajów Niemelaea, Gelatoporia i Pouzaroporia.

## Systematyka i nazewnictwo
Pozycja w klasyfikacji według Index Fungorum: Meruliaceae, Polyporales, Incertae sedis, Agaricomycetes, Agaricomycotina, Basidiomycota, Fungi.
Synonimy naukowe: Porpomyces Jülich, Pouzaroporia Vampola.
Takson ten utworzył Stanisław Domański w 1965 r., on też po raz pierwszy opisał wiele gatunków do niego należących. Nazwę polską zaproponował Władysław Wojewoda w 2003 r, wcześniej w polskim piśmiennictwie mykologicznym należące do tego rodzaju gatunki opisywane były pod nazwami huba, porak, klejoporek, pseudowoszczynka, sprzążkownica.
Gatunki występujące w Polsce:
- Ceriporiopsis jelicii (Tortič & A. David) Ryvarden & Gilb. 1993[5]
- Ceriporiopsis mucida (Pers.) Gilb. & Ryvarden 1985 – tzw. woszczyneczka miękka
- Ceriporiopsis subvermispora (Pilát) Gilb. & Ryvarden 1985 – tzw. woszczyneczka wielkopora

Nazwy naukowe na podstawie Index Fungorum. Wykaz gatunków i nazwy polskie według W. Wojewody i innych.